# 돌턴 플랜
돌턴 플랜(Dalton Plan)은 파커스트(H. Parkhurst) 여사가 버크의 영향을 받아 교육조직을 갖추고 개별조직을 시도한 교육 개념이다. 돌턴 플랜에서는 학과를 자유학습학과(自由學習學科)와 학급학습학과(學級學習學科)의 둘로 구분하고 전자는 오전 중에, 후자는 오후에 과(課)하였다. 학생은 1개월간씩 학습재(學習材)를 교사와 계약하고, 이를 다시 주별(週別)로 세분하여 계약하되 교사의 지도를 받아가며 학습한다. 교사는 수시로 학생의 학습록을 검열하여 평정한다.